# 淺香登
淺香 登（あさか のぼる、1948年1月21日 - ）は、三重県出身の元競艇選手。息子に現役ボートレーサーの淺香文武、同期に関忠志、石川正美、新開文夫らがいる。

## 来歴
1969年9月5日に地元の津でデビューし、10月16日に尼崎で初勝利を挙げる。2年目の1970年6月26日に江戸川で初優出初優勝、3年目の1971年に四大特別競走・SG級初出場を果たす。1972年6月29日に蒲郡開設17周年記念競走でGI初出場、1977年2月10日に地元の津で行われた「東海地区選手権競走」でGI初優出初優勝を飾る。優勝戦はオール三重支部選手で走ってのもので、浅香の「最も印象に残っているレース」となっている。勝負強さと粘り強さを兼備し「マムシ」と呼ばれ、瀬古修・村田瑞穂と共に遠征勢に出番を与えなかった。1981年5月2日には住之江での第8回笹川賞競走でSG初優出を決め、東海地区を代表するイン屋として、彦坂郁雄・野中和夫時代に記念・SGの上位では欠かせぬキャラクターとなる。1982年の第28回モーターボート記念競走（蒲郡）では彦坂・野中と壮絶な優勝争いを繰り広げ、自身は彦坂の2着と涙を飲んだが、現在も艇史に残る一戦として語り継がれている。2009年6月28日の津一般戦「ツッキー&ツッピー特別（W優勝戦）」が最後の優出（3号艇1コース進入で5着）となり、10月4日の宮島一般戦「第2回SOYJOYカップ」3日目1Rで3号艇3コースからまくりを決め、最後の勝利となる通算2173勝目を挙げた。12月3日の津一般戦「津グランプリシリーズ第6戦」最終日を最後に引退を表明し、最後の出走となった1Rは1号艇1コース進入で結果は3着であった。ラストランに続き、引退セレモニーが行なわれ、セレモニーでは息子の文武とその家族を始め、三重支部を代表して柴田哲男、ファン、中部競艇記者クラブから淺香へ花束が贈呈された。また、淺香選手の功績を称えて津市競艇事業部と競走会から記念品が贈られ、淺香は最後に「モーターボートのおかげでここまでやってこれたので、非常に感謝しています。モーターボートは人生の全てです。40年余り、応援していただきほんまにありがとうございました。」と述べ、集まったファンから盛大な拍手が贈られた。最後には競走水面で淺香の水神祭が行なわれ、ファンからの惜しみない拍手に応えた。節間成績6・3・3・5・5・3着で引退。
現在は津の専属解説者として活動し、2010年にはボートレース殿堂マイスター入りを果たしている。

## 生涯成績
- 通算出走回数 9477走
- 通算優勝回数 61回（うちG1は4回）
- 通算勝利回数 2173勝
- 通算勝率 6.20

獲得タイトル
- 1977年 - 東海地区選手権競走（津）
- 1979年 - 津開設27周年記念競走
- 1981年 - 津開設29周年記念競走